# 見公婆禮
見公婆禮，即見舅姑禮、婦見舅姑、婦見婿之父母、拜堂，是汉字文化圈傳統婚禮中婚後禮之一，是確立新娘成為男家成員的一項重要通過儀禮。新娘必先經過見公婆禮後，才正式成為男家媳婦。實際儀式因應時代、地域以及個別家庭做法而有所差異。
在新人行對席禮之後，新人已正式成為夫婦，但新娘仍未拜見公婆，就未確認媳婦身份。因此人們一直都很重視這儀式。即使近年有一些這新人結婚不幾乎不做傳統結婚儀式，例如行西式婚禮、旅行結婚，甚至是裸婚。但他們仍然十分重視見公婆禮。若新郎父母拒絕讓新娘行禮，就代表他們不接受這個媳婦入門；即使她和兒子已經過法律程序註冊成為合法夫妻，沒有經過此禮，在民俗上她也不是男家的成員。

## 各地儀式

### 中國
古时称妻子为妇。由于古代流行姑/姨/舅表亲婚姻，妻子也称公婆分别为舅、姑。妇见舅姑这一古礼原为成婚后的第二天早晨，新娘就早早起床、沐浴，新妇拿着盛着枣、栗和腶修(腶修是捣碎加以姜桂的干肉。)等物的竹器到公婆的寝门外等待。枣取早起之意，栗取颤栗之意，腶修取振作之意。宋代起有於對席後即換妝拜見公婆。
然後新媳妇亲自侍奉公婆进食，即妇馈舅姑。这一古礼已逐渐演化成试厨的一部分，即公婆和其他夫家人品尝新娘将亲手做的食物。公婆不能把新媳妇进呈的食物吃光，必须留下一些，而新媳妇要象征性地吃掉公婆的余食以示恭孝。稱為「舅姑飨妇」。之後公婆为新妇安食漱口，以示长辈的关怀。即「舅姑醴妇」。新媳婦再向公婆行一献之礼，即先由主人取酒爵致客，称为“献”；次由客还敬，称为“酢”；再由主人把酒注入觯或爵后，先自饮而后劝宾客随着饮，称“酬”。新媳妇以一献之礼于大堂上向公婆敬酒，礼毕，公婆先下西阶出堂屋，随后新媳妇下阼阶(东阶)出堂屋。因古时民居结构以西阶为宾位，阼阶为主位，新媳妇从阼阶下来，表示从此之后授之以室，代理家政。
近代華南地區演變成新娘向公婆奉上裝有蓮子、百合、桂圓、紅棗的茶，因此又稱為飲新婦茶。公婆喝茶後會給新婦紅包、首飾等。